# Mignanego
Mignanego é uma comuna italiana da região da Ligúria, província de Génova, com cerca de 3.500 habitantes. Estende-se por uma área de 18 km², tendo uma densidade populacional de 194 hab/km². Faz fronteira com Busalla, Campomorone, Fraconalto (AL), Genova, Savignone, Serra Riccò, Voltaggio (AL).

## Demografia
| Variação demográfica do município entre 1861 e 2011                               |
|                                                                                   |
| Fonte: Istituto Nazionale di Statistica (ISTAT) - Elaboração gráfica da Wikipedia |